# Езінге
Езінге (нід. Ezinge) — село в нідерландській провінції Гронінген. Входить до муніципалітету Вестерквартір.
Його площа становить 0,59км², а населення станом на 2021 рік складало 675 осіб.
До 1990 року мало статус окремого муніципалітету.
Вважається, що поселення на місці сучасного Езінге існувало шонайменше із 600-го року до нашої ери, тому село офіційно визнане найдавнішим безперервно населеним місцем на території Нідерландів.

## Галерея

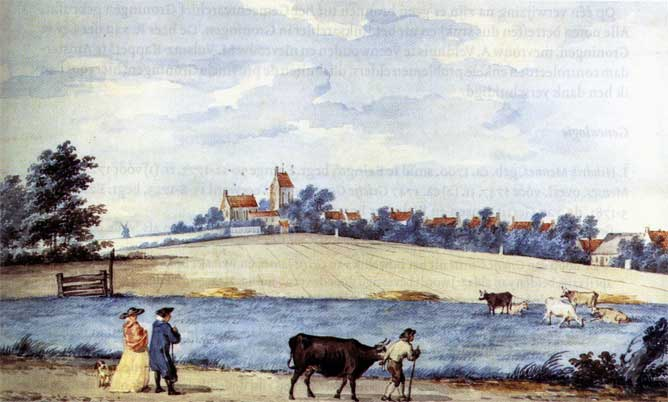
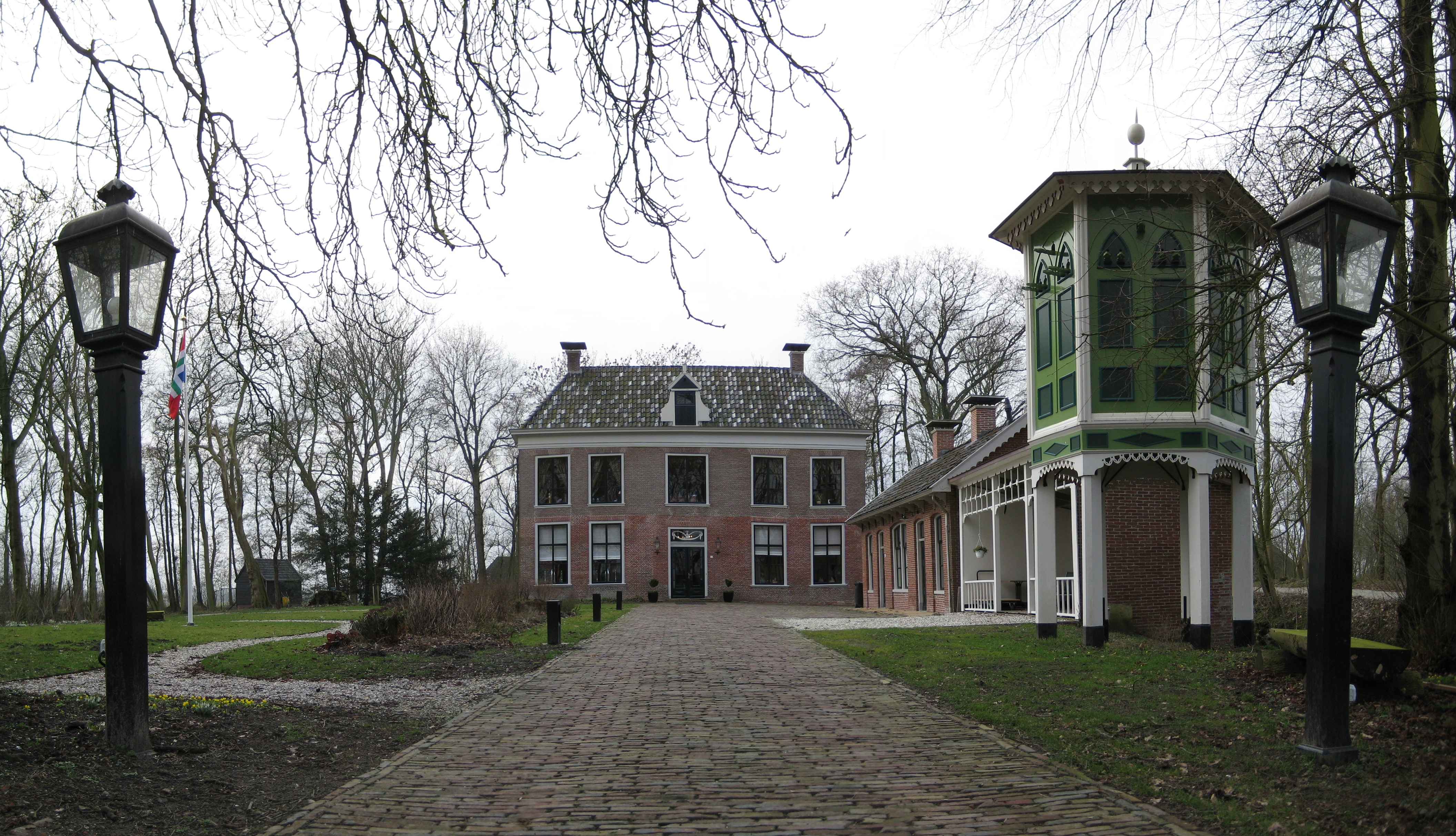